# Indische Cricket-Nationalmannschaft in Sri Lanka in der Saison 2015
Die Tour der indischen Cricket-Nationalmannschaft nach Sri Lanka in der Saison 2015 fand vom 12. August bis zum 1. September 2015 statt. Die internationale Cricket-Tour war Bestandteil der Internationalen Cricket-Saison 2015 und umfasste drei Tests. Indien gewann die Serie mit 2–1.

## Vorgeschichte
Indien bestritt zuletzt eine Tour in Simbabwe, Sri Lanka gegen Pakistan. Das letzte Aufeinandertreffen der beiden Mannschaften bei einer Tour fand in der Saison 2014 in Sri Lanka statt.

## Stadien
Die folgenden Stadien wurden für die Tour als Austragungsort vorgesehen.
| Stadion | Stadt                                   | Kapazität | Spiele  |
| ------- | --------------------------------------- | --------- | ------- |
| Colombo | Paikiasothy Saravanamuttu Stadium (PSS) | 15.000    | 2. Test |
| Colombo | Sinhalese Sports Club Ground (SSC)      | 10.000    | 3. Test |
| Galle   | Galle International Stadium             | 35.000    | 1. Test |

## Kaderlisten
Indien benannte seinen Kader am 23. Juli 2015.
Sri Lanka benannte seinen Kader am 7. August 2015.
| Test | Test |
| Sri Lanka | Indien |
| --- | --- |
| - Angelo Mathews (K) - Dushmantha Chameera - Dinesh Chandimal (wk) - Vishwa Fernando - Rangana Herath - Dimuth Karunaratne - Tharindu Kaushal - Jehan Mubarak - Dilruwan Perera - Kusal Perera (wk) - Nuwan Pradeep - Dhammika Prasad - Kumar Sangakkara - Kaushal Silva - Upul Tharanga - Lahiru Thirimanne | - Virat Kohli (K) - Varun Aaron - Ravichandran Ashwin - Stuart Binny - Shikhar Dhawan - Bhuvneshwar Kumar - Amit Mishra - Cheteshwar Pujara - Ajinkya Rahane - Lokesh Rahul - Wriddhiman Saha (wk) - Naman Ojha (wk) - Karun Nair - Ishant Sharma - Rohit Sharma - Harbhajan Singh - Murali Vijay - Umesh Yadav |

## Tour Match
| 6. – 8. August Scorecard | Colombo (RPS) | Indians 351 (88.1) & 180 (58.4) | – | SLB President’s XI 121 (31) & 200-6 (54) |
|                          |               | Remis                           |   |                                          |

## Tests

### Erster Test in Galle
| 12. – 15. August Scorecard | Galle | Sri Lanka 183 (49.4) & 367 (82.2) | – | Indien 373 (117.4) & 112 (49.5) |
|                            |       | Sri Lanka gewinnt mit 63 Runs     |   |                                 |

### Zweiter Test in Colombo
| 20. – 24. August Scorecard | Colombo (PSS) | Indien 393 (114) & 325-8d (91) | – | Sri Lanka 306 (108) & 134 (43.3) |
|                            |               | Indien gewinnt mit 278 Runs    |   |                                  |

### Dritter Test in Colombo
| 28. August – 1. September Scorecard | Colombo (SSC) | Indien 312 (100.1) & 274 (76) | – | Sri Lanka 201 (52.2) & 268 (85) |
|                                     |               | Indien gewinnt mit 117 Runs   |   |                                 |

## Statistiken
Die folgenden Cricketstatistiken wurden bei dieser Tour erzielt.
| Tests               | Tests      | Tests   | Tests   | Tests   | Tests   | Tests   | Tests   | Tests   |
| Batting             | Batting    | Batting | Batting | Batting | Batting | Batting | Batting | Batting |
| Spieler             | Mannschaft | Spiele  | Innings | Runs    | Average | HS      | 100s    | 50s     |
| ------------------- | ---------- | ------- | ------- | ------- | ------- | ------- | ------- | ------- |
| Angelo Mathews      | Sri Lanka  | 3       | 6       | 339     | 56,50   | 110     | 2       | 1       |
| Dinesh Chandimal    | Sri Lanka  | 3       | 6       | 288     | 57,60   | 162*    | 1       | 1       |
| Virat Kohli         | Indien     | 3       | 6       | 233     | 38,83   | 103     | 1       | 1       |
| Rohit Sharma        | Indien     | 3       | 6       | 202     | 33,66   | 79      | 0       | 2       |
| Ajinkya Rahane      | Indien     | 3       | 6       | 178     | 29,66   | 126     | 1       | 0       |
| Bowling             |            |         |         |         |         |         |         |         |
| Spieler             | Mannschaft | Spiele  | Overs   | Wickets | Average | BBI     | 5W      | 10W     |
| Ravichandran Ashwin | Indien     | 3       | 115     | 21      | 18,09   | 6/46    | 2       | 1       |
| Amit Mishra         | Indien     | 3       | 79      | 15      | 15,00   | 4/43    | 0       | 0       |
| Dhammika Prasad     | Sri Lanka  | 3       | 110     | 15      | 23,60   | 4/43    | 0       | 0       |
| Rangana Herath      | Sri Lanka  | 3       | 157.1   | 15      | 31,00   | 7/48    | 1       | 0       |
| Ishant Sharma       | Indien     | 3       | 90      | 13      | 23,23   | 5/54    | 1       | 0       |
| Tharindu Kaushal    | Sri Lanka  | 3       | 135.3   | 13      | 38,15   | 5/134   | 1       | 0       |

## Player of the Series
Als Player of the Series wurden die folgenden Spieler ausgezeichnet.
| Serie | Player of the Series |
| ----- | -------------------- |
| Test  | Ravichandran Ashwin  |

### Player of the Match
Als Player of the Match wurden die folgenden Spieler ausgezeichnet.
| Spiel   | Player of the Match |
| ------- | ------------------- |
| 1. Test | Dinesh Chandimal    |
| 2. Test | Lokesh Rahul        |
| 3. Test | Cheteshwar Pujara   |